# 雞教堂
7°36′20.5″S 110°10′49.8″E / 7.605694°S 110.180500°E
雞教堂是印尼中爪哇省馬吉冷外形特殊的一座建築物，建造者原想建立一鴿形的教堂，但建物外形最後與雞較為接近，並因此得名。

## 歷史

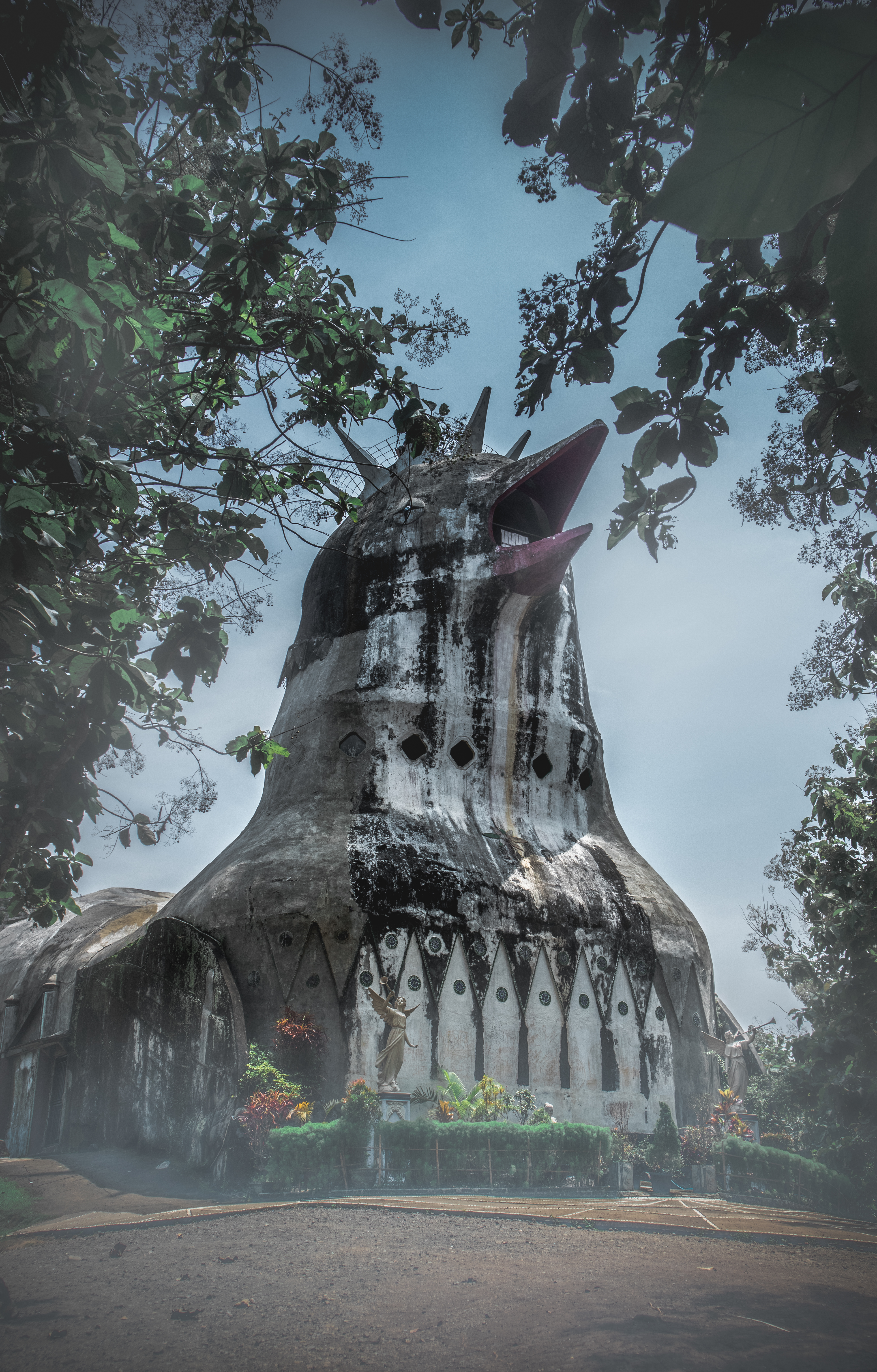
雞教堂正面照

1988年，印尼爪哇一名虔誠的基督徒丹尼爾·阿蘭西亞（Daniel Alamsjah）自稱受上帝啟示，在夢中見到一山丘上有一巨大的鴿形建築，提供信仰各種不同宗教的人士集合參拜。後來阿蘭西亞在馬吉冷的叢林見到與夢中山丘相符的地點，遂購地並申請建築許可，開始建造巨大的鴿形教堂。開工後近十年阿蘭西亞在公司擔任專案經理之餘，利用週末到場監工，但2000年時工程因缺乏資金而無法繼續，建築也逐漸荒廢。此建築雖擬建成鴿子的外型，但最後與雞較相近，因而被稱為雞教堂（Gereja Ayam）。除曾為不同宗教人士的禮拜場所外，雞教堂也曾被用作身障兒童、藥癮者與精神病患的復健場所。
雞教堂雖未完工，但因其地點接近印尼著名旅遊景點、世界文化遺產婆羅浮屠，近年來有許多旅客造訪此地，阿蘭西亞也開始整修此建築並收取入場費用。目前教堂的屋頂繪有雲朵，牆上有以印尼神話為主題的壁畫，部分地板磁磚鑲有寶石，教堂後側並設有一咖啡廳。
雞教堂漸在社交媒體上為遊客所知，還曾為印尼電影《愛情怎麼了2》取景處。2016年紀錄片《進入地獄》中也介紹了雞教堂。